# (7399) 1987 BC2
(7399) 1987 BC2 là một tiểu hành tinh vành đai chính. Nó được phát hiện bởi Eric Walter Elst ở Đài thiên văn La Silla ở Chile ngày 29 tháng 1 năm 1987.